# Gamma-motorneuron
Een gamma-motorneuron is een type motorische zenuwcel dat zich bevindt in het ventrale (voorste) gedeelte van het ruggenmerg. Het maakt deel uit van het somatisch zenuwstelsel en speelt een belangrijke rol in de regulatie van de spiertonus door de aansturing van intrafusale spiervezels in spierspoeltjes.

## Functie
Gamma-motorneuronen innerveren de intrafusale vezels van de spierspoeltjes, die zich parallel bevinden aan de gewone, extrafusale spiervezels die verantwoordelijk zijn voor krachtontwikkeling. In tegenstelling tot de alfa-motorneuronen, die de extrafusale vezels activeren, zorgen gamma-motorneuronen ervoor dat spierspoeltjes ook tijdens spiercontractie gevoelig blijven voor rek.
Wanneer een spier zich samentrekt, zouden de spierspoeltjes normaal gesproken slap worden, waardoor ze geen veranderingen in lengte meer kunnen detecteren. Door gelijktijdige activatie van zowel alfa- als gamma-motorneuronen (zogenaamde alfa-gamma-coactivatie) blijven de spierspoeltjes op spanning, waardoor ze nauwkeurige informatie kunnen blijven doorgeven over de spierspanning aan het centrale zenuwstelsel.

## Fysiologische rol
De activiteit van gamma-motorneuronen draagt bij aan:
- het behouden van spierspanning (tonus) tijdens beweging;
- het nauwkeurig uitvoeren van fijne motoriek;
- de regulatie van houdingsreflexen;
- het functioneren van de 'ekreflex'(zoals de kniepeesreflex).

De output van gamma-motorneuronen wordt beïnvloed door supraspinale gebieden, zoals het cerebellum en de hersenstam, die informatie verwerken over evenwicht, houding en motorische planning.

## Vergelijking met alfa-motorneuronen
| Kenmerk                | Alfa-motorneuron          | Gamma-motorneuron                      |
| ---------------------- | ------------------------- | -------------------------------------- |
| Doelwit                | Extrafusale spiervezels   | Intrafusale spiervezels                |
| Functie                | Spiercontractie en kracht | Spierspoelgevoeligheid behouden        |
| Diameter en geleiding  | Groot, snelle geleiding   | Klein, tragere geleiding               |
| Betrokken bij reflexen | Directe krachtreacties    | Sensorische modulatie tijdens reflexen |